# Thái Lan tại Đại hội Thể thao Đông Nam Á 2007
Thái Lan là quốc gia tổ chức Đại hội Thể thao Đông Nam Á 2007 tại thành phố Nakhon Ratchasima từ ngày 6 đến ngày 16 tháng 12 năm 2007.

## Thành tích

### Bảng huy chương
|      | Môn                       | Vàng | Bạc | Đồng | Tổng |
| ---- | ------------------------- | ---- | --- | ---- | ---- |
| 01.  | Điền kinh                 | 17   | 19  | 9    | 45   |
| 02.  | Quyền Anh                 | 16   | 1   | 0    | 17   |
| 03.  | Bắn súng                  | 14   | 16  | 6    | 36   |
| 04.  | Đua thuyền buồm           | 10   | 2   | 2    | 14   |
| 05.  | Muây Thái                 | 10   | 0   | 1    | 11   |
| 06.  | Khiêu vũ thể thao         | 8    | 6   | 6    | 20   |
| 07.  | Judo                      | 8    | 4   | 3    | 15   |
| 08.  | Taekwondo                 | 8    | 3   | 2    | 13   |
| 09.  | Cầu mây                   | 8    | 0   | 0    | 8    |
| 10.  | Cử tạ                     | 7    | 5   | 1    | 13   |
| 11.  | Đua xe đạp                | 6    | 9   | 2    | 17   |
| 12.  | Chèo thuyền               | 6    | 2   | 2    | 10   |
| 13.  | Bơi                       | 5    | 7   | 8    | 20   |
| 14.  | Billiards và Snooker      | 5    | 5   | 4    | 14   |
| 15.  | Quần vợt                  | 5    | 2   | 3    | 10   |
| 16.  | Đấu kiếm                  | 5    | 1   | 3    | 9    |
| 17.  | Thể dục dụng cụ           | 4    | 4   | 4    | 12   |
| 18.  | Bi sắt                    | 4    | 4   | 1    | 9    |
| 19.  | Pencak Silat              | 4    | 1   | 6    | 11   |
| 20.  | Aerobic                   | 4    | 1   | 1    | 6    |
| 21.  | Golf                      | 4    | 1   | 0    | 5    |
| 22.  | Bowling                   | 2    | 4   | 2    | 8    |
| 23.  | Thể dục nhịp điệu         | 2    | 4   | 0    | 6    |
| 24.  | Cưỡi ngựa                 | 2    | 1   | 3    | 6    |
| =.   | Wushu                     | 2    | 1   | 3    | 6    |
| 26.  | Thể hình                  | 2    | 1   | 1    | 4    |
| 27.  | Karate                    | 2    | 0   | 5    | 7    |
| 28.  | Bóng bầu dục              | 2    | 0   | 0    | 2    |
| =.   | Bóng đá                   | 2    | 0   | 0    | 2    |
| =.   | Bóng đá trong nhà         | 2    | 0   | 0    | 2    |
| =.   | Bóng ném                  | 2    | 0   | 0    | 2    |
| 32.  | Bóng gỗ trên cỏ           | 1    | 3   | 1    | 5    |
| 33.  | Đua thuyền Canoe và Kayak | 1    | 2   | 3    | 6    |
| 34.  | Ba môn phối hợp           | 1    | 2   | 0    | 3    |
| =.   | Bóng chuyền bãi biển      | 1    | 2   | 0    | 3    |
| 36.  | Bóng chuyền               | 1    | 0   | 1    | 2    |
| 37.  | Bóng chày                 | 1    | 0   | 0    | 1    |
| 38.  | Vật                       | 0    | 3   | 3    | 6    |
| 39.  | Bóng bàn                  | 0    | 2   | 7    | 9    |
| 40.  | Cầu lông                  | 0    | 1   | 5    | 6    |
| 41.  | Đua thuyền truyền thống   | 0    | 1   | 1    | 2    |
| 42.  | Khúc côn cầu              | 0    | 1   | 1    | 2    |
| 43.  | Bóng rổ                   | 0    | 1   | 0    | 1    |
| 44.  | Bắn cung                  | 0    | 0   | 2    | 2    |
| 45.  | Bóng mềm                  | 0    | 0   | 1    | 1    |
| =.   | Bóng quần                 | 0    | 0   | 1    | 1    |
| =.   | Nhảy cầu                  | 0    | 0   | 1    | 1    |
| =.   | Polo                      | 0    | 0   | 1    | 1    |
| Tổng | Tổng                      | 183  | 123 | 102  | 408  |

### Vàng

- Aerobic
  - Đơn nam: Tawinun Kittipong
  - Đơn nữ: Ngampeerapong Roypim
  - Đôi nam nữ: Pimpa Nattawut, Ngampeerapon Roypim
  - Đồng đội ba người: Thotkhamchai Phairach, Yaimmitr Chanchaluck, Tawinun Kittipong
- Ba môn phối hợp
  - Hai môn phối hợp nữ: Piawong Saifon

- Bắn súng

  - Súng ngắn 50 m đồng đội nam: Sutiviruch Noppadon, Panichpatikum Jakkrit, Jareangchit Saramon
  - Súng ngắn tiêu chuẩn 25 m nam: Karndee Prakarn
  - Súng ngắn tiêu chuẩn 25 m đồng đội nam: Karndee Prakarn, Sriyaphan Pruet, Kulchairattana Pongpol
  - Súng trường 50 m nằm bắn nam: Uea-aree Attapon
  - Súng trường 50 m nằm bắn đồng đội nam: Uea-aree Attapon, Kongnamchok Komkrit, Majchacheep Tavarit
  - Súng ngắn hơi bắn nhanh 25 m nam: Ruengpanyawut Opas
  - Bắn đĩa bay Skeet nam: Hathaichukiat Jiranunt
  - Bắn đĩa bay Skeet đồng đội nam: Hathaichukiat Jiranunt, Varadharmapinich Krisada, Phasee Pitipoom
  - Súng ngắn hơi 10 m nữ: Butcha Warinya
  - Súng ngắn hơi 10 m đồng đội nữ: Prucksakorn Tanyaporn, Butcha Warinya, Yusawat Wanwarin
  - Súng trường 50 m 3 tư thế nữ: Hongprasert Sasithorn
  - Súng trường 50 m 3 tư thế dồng đội nữ: Hongprasert Sasithorn, Tavisri Kusuma, Chotphubunsin Thanyalak
  - Súng trường hơi 10 m đồng đội nữ: Tavisri Kusuma, Hongprasert Sasithorn, Chotphubunsin Thanyalak
  - Bắn đĩa bay Skeet nữ: Jiewchaloemmit Sutiya
- Bi sắt
  - Ba nam: Mongkol Boakeaw, Suksan Piachan, Supan Thongpoo, Thaloengkiat Phusa-At
  - Cá nhân nữ: Phantipha Wongchuvej
  - Đôi nữ: Kannika Limwanich, Suphannee Wongsut
  - Ba nữ: Janya Kerdtou, Nattaya Yoothong, Thongsri Thamakord, Uraiwan Hiranwong

- Billiards và Snooker

  - Billiards Anh đơn nam: Chaithanasakun Praprut
  - Snooker 6 bi đỏ đơn nam: Phonbun Phaithoon
  - Snooker đôi nam: Mahitthi Atthasit, Phonbun Phaithoon
  - Snooker đồng đội nam: Phonbun Phaithoon, Jantad Pramual, Sangnil Noppadol
  - Snooker 6 bi đỏ đơn nữ: Jaisuekul Santhinee
- Bóng bầu dục
  - Đội tuyển nam
  - Đội tuyển nữ
- Bóng chày
  - Đội tuyển nam

- Bóng chuyền
  - Đội tuyển nữ
- Bóng chuyền bãi biển

  - Nữ: Kamoltip Kulna, Phokongploy Yupa
- Bóng đá
  - Đội tuyển nam
  - Đội tuyển nữ
- Bóng đá trong nhà
  - Đội tuyển nam
  - Đội tuyển nữ

- Bóng gỗ trên cỏ
  - Đơn nữ: Songsin Tsao
- Bóng ném
  - Đội tuyển nam
  - Đội tuyển nữ
- Bowling

  - Đôi nam: Aromsaranon Annop, Yakasem Phoemphun
  - Đồng đội 5 thành viên nam: Kusonpithak Somjed, Larpapharat Yannaphon, Lertpiriyasakulkit B., Manuwong Surasak, Yakasem Phoemphun

- Bơi

  - 400 m tự do nam: T. Worakiart Tharnnawat
  - 100 m tự do nữ: J. Krajang Natthanan
  - 200 m tự do nữ: J. Krajang Natthanan
  - 4x100 m tự do tiếp sức nữ: J. Krajang Natthanan, S. Vatana Rutai, P. Yosophon Jiratida, T. Tiranan Pilin
  - 4x200 m tự do tiếp sức nữ: J. Krajang Natthanan, Prachgosin Pannika, P. Yosophon Jiratida, T. Tiranan Pilin

- Cầu mây

  - Đôi nam: Chaichana Anuwat, Pansira Purich, Parbchompoo Rawat
  - Đưa cầu vào 3 rổ tròn nam (Hoop): Ounumpai Saharat, Wattano Chaiya, Masuk Ekachai, Jaiyan Wattana, Yoosuk Thanaiwat, Pongpung Prasert
  - Đồng đội nam (Regu): Kaokaew Pornchai, Paechan Suriyan, Phunsueb Suebsak, Somsakul Singha, Wongprasoet Niphat
  - Đội tuyển nam
  - Đôi nữ: Nantasing Waree, Pornnongsan Sirinapa, Srihongsa Payom
  - Đưa cầu vào 3 rổ tròn nữ (Hoop): Phaksra Sahattiya, Choochuen Jiraporn, Chinchaiyaphum Kobkul, Ruanrat Viparat, Sochaiyan Kantinan, Boonthong Chotika
  - Đồng đội nữ (Regu): Daosakul Tidawan, Kaewkamsai Nitinadda, Rupsung Sunthari, Takan Areerat, Thanaattawut Nisa
  - Đội tuyển nữ
- Chèo thuyền
  - Đơn nam: Theppibal Ruthtanaphol
  - Thuyền nhẹ đôi nam: Theppibal Ruthtanaphol, Thainjam Anupong
  - Đơn nữ: Nikree Phuttharaksa
  - Đôi nữ: Nikree Phuttharaksa, Pheangkatok Bussayamas
  - Thuyền nhẹ đơn nữ: Pheangkatok Bussayamas
  - Thuyền nhẹ đôi nữ: Nikree Phuttharaksa, Pheangkatok Bussayamas
- Cưỡi ngựa
  - Eventing cá nhân: Ligon Nina
  - Eventing đồng đội: Ligon Nina, Pichaikarn Tanin, Pitakanonda Weerapat, Tangplan Wisarut

- Cử tạ
  - 85 kg nam: Tibnoke Pitaya
  - 94 kg nam: Watthanakasikam Suthiphon
  - 105 kg nam: Nuchpum Khunchai
  - Trên 105 kg nam: Kam-Eiam Niti
  - 53 kg nữ: Chaleephay Suda
  - 58 kg nữ: Kam-eaim Wandee
  - 69 kg nữ: Petanang Khanittha
- Đấu kiếm
  - Kiếm liễu đồng đội nam: Horpechakit Parinya, Panchan Nontapat, Srisawat Phatthanapong, Sritang-Orn Suppakorn
  - Kiếm chém đơn nam: Kothny Wiradech
  - Kiếm chém đồng đội nam: Ket-Iam Ekkathet, Kothny Wiradech, Thepmalaphansiri Phattana, Tratwong Kittikhun
  - Kiếm liễu đơn nữ: Chantasuvannasin Nunta
  - Kiếm ba cạnh đồng đội nữ: Binsolam Janjila, Choochokkul Siritida, Samat Potchanee, Sivarawut Thatsaneephan

- Điền kinh
  - 5000 m nam: Srisung Boonthung
  - 10000 m nam: Srisung Boonthung

  - 400 m vượt rào nam: Kuttiyawan Apisit
  - 4x100 m tiếp sức nam: Sondee Wachara, Suwannarangsri Sompote, Suwonprateep Sittichai, Darasuriyong Siriroj
  - Nhảy sào nam: Saombankuay Sompong
  - Nhảy ba bước nam: Philakong Theerayut
  - Đẩy tạ nam: Polyemg Chatchawal
  - Ném đĩa nam: Sawasdee Wansawang
  - Ném lao nam: Buathong Sanya
  - 400 m nữ: Kaewchuy Saowalee
  - 400 m vượt rào nữ: Winatho Wassana
  - 4x100 m tiếp sức nữ: Jasunin Sangwan, Khawpueak Supavadee, Klomdee Orranut, Sanrat Nongnuch
  - 4x400 m tiếp sức nữ: Harnthong Kunya, Kaewchuy Saowalee, Yongphan Treewadee, Winatho Wassana
  - Marathon nữ: Sailomyen Sunisa
  - Nhảy ba bước nữ: Muangjan Thitima
  - Ném lao nữ: Panang Buoban
  - 7 môn phối hợp nữ: Winatho Wassana

- Đua thuyền buồm

  - Lướt ván buồm công thức: Boonsawad Ek
  - Thuyền buồm quốc tế 420 nữ: Duanghathai Booncherd, Angkana Poonsirikot
  - Thuyền Optimist nam (U15): Navee Thamsoontorn
  - Thuyền Optimist đồng đội: Navee Thamsoontorn, Natthawut Paenyaem, Jittiwa Thanawitwilat, Patteera Mae-U-Samsen, Noppakao Poonpat
  - Thuyền Mistral (trẻ): Singsart Navin
  - Thuyền Mistral (cân nhẹ): Homrarurn Arun
  - Farr Platu 25: Wiwat Poonpat, Veerasit Puangnak, Anun Daochanterk, Saichon Boontham, Nattapol Srihirun
  - Super Mod: Sutee Poonpat
  - Hobie 16: Damrongsak Vongtim, Sakda Vongtim
  - Olympic RS:X: Phonoppharat Natthaphong
- Đua thuyền Canoe và Kayak
  - Kayak đôi nam 1.000m: Yatra Natthaphon, Phaophat Piyaphan

- Đua xe đạp

  - Nội dung đường trường - Tính giờ cá nhân 42 km nam: Mahawong Prajak
  - Nội dung đường trường - Tính giờ cá nhân 30 km nữ: Chapookam Monrudee
  - Nội dung lòng chảo - Rượt đuổi cá nhân nữ: Nontasin Chanpeng
  - Nội dung lòng chảo - Đua tính điểm nữ: Chapookam Monrudee
  - Nội dung địa hình - Băng đồng nam: Masae Tawatchaie
  - Nội dung địa hình - Đổ đèo nữ: Abdulkare Sattayanun
- Golf
  - Đơn nam: Naewsuk Pipatpong
  - Đơn nữ: Kongkraphan P
  - Đồng đội nam: Naewsuk Pipatpong, Aphibarmrat K, Chomchalam Varut, Khrongpha T
  - Đồng đội nữ: Kongkraphan P, Kawinpakorn Y, Phuntumabamrung P

- Judo
  - Đặc biệt nhẹ dưới 60 kg nam: Thanaporn Siam
  - Bán nhẹ dưới 66 kg nam: Saibua Paradon
  - Nhẹ dưới 73 kg nam: Ralli Achilleus
  - Trung dưới 90 kg nam: Srisoprap Wuttikrai
  - Bán nặng dưới 100 kg nam: Pratepwadtananon Pongpitsanu
  - Nặng trên 100 kg nam: Sutthiphun Tharalat
  - Trung dưới 70 kg nữ: Thongsri Surattana
  - Nặng trên 78 kg nữ: Promtaeng Niramon
- Karate
  - Trên 75 kg nam: Suwansomsri Patee
  - Dưới 53 kg nữ: Torrattanawathana Yanisa

- Khiêu vũ thể thao

  - Điệu Cha cha cha Nam Mỹ: Suasuebpun Watcharakorn, Jumbala M L.Warapa
  - Điệu Rumba Nam Mỹ: Suasuebpun Watcharakorn, Jumbala M L.Warapa
  - Điệu Samba Nam Mỹ: Suasuebpun Watcharakorn, Jumbala M L.Warapa
  - Điệu Jive Nam Mỹ: Chaimuti Bandit, Chaimuti Nethathai
  - Điệu Paso Doble Nam Mỹ: Suasuebpun Watcharakorn, Jumbala M L.Warapa
  - Điệu Waltz chuẩn: Mokkuntod Thepporn, Sinjaroen Jaroonrat
  - Điệu Waltz Viên chuẩn: Mokkuntod Thepporn, Sinjaroen Jaroonrat
  - Điệu Slow Foxtrot chuẩn: Mokkuntod Thepporn, Sinjaroen Jaroonrat
- Muây Thái
  - Hạng ruồi nhẹ 48 kg nam: Nattakorn Thongngarm
  - Hạng ruồi 51 kg nam: Sonsiri Rathrong
  - Hạng gà 54 kg nam: Sattra Paleenaram
  - Hạng lông 57 kg nam: Wuorawit Chitamnuay
  - Hạng nhẹ 60 kg nam: Chatpol Petsongsri
  - Hạng bán trung 63,5 kg nam: Panupan Tanjad
  - Hạng bán trung 67 kg nam: Somkit Tumanil
  - Hạng ruồi 51 kg nữ: Prakaidaw Pramaree
  - Hạng gà 54 kg nữ: Sararat Kongsawang
  - Hạng lông 57 kg nữ: Kittika Sitthan

- Pencak Silat
  - Dưới 60 kg nam: Wariam Prasit
  - Dưới 65 kg nam: Nimma Chaiwat
  - Dưới 70 kg nam: Mahlee Abdulloh
  - Dưới 60 kg nữ: Noytapa Jutarat
- Quần vợt
  - Đồng đội nam: Udomchoke Danai, Ratiwatana Sanchai, Ratiwatana Sonchat, Doakmaiklee Weerapat
  - Đồng đội nữ: Tanasugarn Tamarine, Viratprasert Suchanun, Luangnam Nudnida, Tongsalee Napaporn
  - Đôi nam: Ratiwatana Sanchai, Ratiwatana Sonchat
  - Đôi nữ: Tanasugarn Tamarine, Tongsalee Napaporn
  - Đôi nam nữ: Ratiwatana Sanchai, Tongsalee Napaporn

- Quyền Anh
  - Hạng pin 45 kg nam: Pongprayoon Kaeo
  - Hạng ruồi nhẹ 48 kg nam: Ruenroeng Amnat
  - Hạng ruồi 51 kg nam: Jongjohor Somjit
  - Hạng gà 54 kg nam: Petchkoom Worapoj
  - Hạng lông 57 kg nam: Adi Sailom
  - Hạng nhẹ 60 kg nam: Sayota Pichai
  - Hạng siêu nhẹ 64 kg nam: Boonjamnong Manus
  - Hạng bán trung 69 kg nam: Boonjamnong Non
  - Hạng trung 75 kg nam: Prasathinphimai Suriya
  - Hạng bán nặng 81 kg nam: Chomphuphuang Angkhan
  - Hạng pin 46 kg nữ: Ngamlam Dueannapha
  - Hạng ruồi nhẹ 48 kg nữ: Satumrum Sopida
  - Hạng gà nhẹ 52 kg nữ: Thawinsuwanawang Usanakorn
  - Hạng gà 54 kg nữ: Thongjan Tassamalee
  - Hạng lông 57 kg nữ: Laopeam Peamwilai
  - Hạng nhẹ 60 kg nữ: Ngoksungnoen Sumittra
- Taekwondo
  - Dưới 54 kg nam: Khawlaor Chutchawal
  - Dưới 58 kg nam: Tewawetchapong Nattapong
  - Dưới 62 kg nam: Punthong Nacha
  - Dưới 72 kg nam: Thiongsalap Patiwat
  - Dưới 78 kg nam: Srichan Dam
  - Dưới 47 kg nữ: Puedpong Buttree
  - Dưới 63 kg nữ: Premwaew Chonnapas
  - Dưới 72 kg nữ: Che Chew Chan

- Thể dục dụng cụ

  - Toàn năng nam: Rartchawat Kaewpany
  - Đồng đội nam: Rartchawat Kaewpany, Chanduang Suriyen, Sukdee Thitipong, Suwansa Saran, Suwansa Sattra, Yudee Kittipong
  - Thể dục tự do nam: Rartchawat Kaewpany
  - Ngựa tay quai nam: Sukdee Thitipong
- Thể dục nhịp điệu
  - Vòng: Sridee Tharatip
  - Cá nhân: Sridee Tharatip
- Thể hình
  - Dưới 80 kg nam: Charoenrith Sitthi
  - Nữ: Chomsomboon Apiporn
- Wushu
  - Tán thủ dưới 52 kg nam: Chanthra Khwanyuen
  - Đối luyện đôi nam: Srisuk/Puangthong

### Bạc

- Aerobic
  - Đơn nam: Thotkhamchai Phairach

- Ba môn phối hợp

  - Hai môn phối hợp nam: Srichat Amnat
  - Hai môn phối hợp nữ: Saiwaeo Sontiya
- Bắn súng
  - Súng ngắn hơi 10 m nam: Panichpatikum Jakkrit
  - Súng ngắn hơi 10 m đồng đội nam: Panichpatikum Jakkrit, Sutiviruch Noppadon, Khamhaeng Kasem
  - Súng trường hơi 10 m đồng đội nam: Thananchai Thanapat, Majchacheep Varavut, Chaisawat Weerawat
  - Súng ngắn 50 m nam: Panichpatikum Jakkrit
  - Súng ngắn ổ quay 25 m nam: Panichpatikum Jakkrit
  - Súng trường 50 m 3 tư thế nam: Majchacheep Varavut
  - Súng trường 50 m 3 tư thế đồng đội nam: Majchacheep Varavut, Majchacheep Tavarit, Kongnamchok Komkrit
  - Bắn đĩa bay Trap nam: Kitcharoen Atig
  - Bắn đĩa bay Trap đôi đồng đội nam: Phakkaanunchai Yosawat, Khamgasem Athimeth, Vichiensun Patrachatra
  - Bắn đĩa bay Skeet nam: Varadharmapinich Krisada
  - Súng ngắn thể thao 25 m nữ: Prucksakorn Tanyaporn
  - Súng ngắn thể thao 25 m đồng đội nữ: Prucksakorn Tanyaporn, Butcha Warinya, Changsanoh Suwaluck
  - Súng trường 50 m nằm bắn đồng đội nữ: Chotphibunsin Thanyalak, Ponglaokham Paramaporn, Hongprasert Sasithorn
  - Súng ngắn hơi 10 m nữ: Prucksakorn Tanyaporn
  - Súng trường 50 m 3 tư thế nữ: Tavisri Kusuma
  - Súng trường hơi 10 m nữ: Tavisri Kusuma

- Bi sắt
  - Cá nhân nam: Phankin Phukram

  - Nam kỹ thuật: Thaloengkiat Phusa-at
  - Nữ kỹ thuật: Thongsri Thamakord
  - Đôi nam nữ: Eaksit Padungsup, Taddaw Pundech
- Billiards và Snooker
  - 9 bi đơn nam: Sangnil Noppadol
  - Billiards Anh đơn nam: Sujaritthurakarn Thawat
  - Snooker 6 bi đỏ đơn nam: Un-Nooh Thepchaiya
  - Snooker đơn nam: Sangnil Noppadol
  - 8 bi đơn nữ: Jaisuekul Santhinee
- Bóng bàn
  - Đồng đội nam: Vipawatanakul S., Chaitat Chaisit, Sanguansin Phuchong, Sanguansin Phakpoom, Vipawatanakul T.
  - Đồng đội nữ: Triampo Priyakan, Rattanapr. Suttilux, Muangsuk Anisara, Vongboon Tidaporn, Komwong Nanthana
- Bóng chuyền bãi biển
  - Nam: Sawangrueang Sataporn, Yungtin Borworn
  - Nữ: Jarunee Sannok, Usa Tenpaksee

- Bóng gỗ trên cỏ

  - Đôi nam: Chaithai Kanchanakaphan, Tanakrit Thamasarn
  - Ba nam: Sakprasert Mitsaha, Tanongsak Klinsorn, Winai Niklum
  - Ba nữ: Orawan Sodok, Saengjan Wareeram, Thong Oomen
- Bóng rổ
  - Đội tuyển nữ
- Bowling
  - Đôi nam: Kusonpithak Somjed, Larpapharat Yannaphon
  - Đơn nữ: Netrviseth Angkana
  - Đôi nữ: Netrviseth Angkana, Kunaksorn Saowapha
  - Ba nữ: Netrviseth Angkana, Kunaksorn Saowapha, Aree Gunnalada

- Bơi

  - 50 m tự do nam: C. Napasaen Arwut
  - 1500 m tự do nam: T. Worakiart Tharnnawat
  - 100 m bơi ếch nam: A. Paiwan Worrawuti
  - 200 m 4 kiểu bơi nam: Matjiur Radomyos
  - 4x200 m tự do tiếp sức nam: Matjiur Radomyos, Kittipute Kunanon, T. Worakiart Tharnnawat, P. Watana Thany
  - 400 m tự do nữ: J. Krajang Natthanan
  - 200 m bơi ngửa nữ: T. Soonthorn Nimitta
- Cầu lông
  - Đôi nam nữ: Thoungthongkam Saralee, Prapakamol Sudket
- Chèo thuyền
  - Đôi nam 2 mái chèo: Theppibal Ruthtanaphol, Pantangthai Piyadanai
  - Thuyền nhẹ đơn nam: Pantangthai Piyadanai

- Cưỡi ngựa

  - Eventing cá nhân: Tangplan Wisarut
- Cử tạ
  - 62 kg nam: Kritphet Niwat
  - 69 kg nam: Suphalak Sitthisak
  - 77 kg nam: Dadtuyawat Kraisorn
  - 63 kg nữ: Thongsuk Sureerat
  - 75 kg nữ: Rattanachuang Watcharawadee
- Đấu kiếm
  - Kiếm liễu đơn nam: Panchan Nontapat

- Điền kinh
  - 100 m nam: Sondee Wachara

  - 200 m nam: Suwonprateep Sittichai
  - 400 m nam: Pojaroen Jukkatip
  - 110 m vượt rào nam: Wongsriphuck Suphan
  - 3000 m băng đồng nam: Pechsricha Patikarn
  - 4x400 m tiếp sức nam: Phachsay Supachai, Kuttiyawan Apisit, Chimdee Suppachai, Pojaroen Jukkatip
  - Nhảy sào nam: Kunpadit Amnat
  - Nhảy xa nam: Janmanee Keeratikorn
  - Nhảy ba bước nam: Sukon Kittisak
  - Đẩy tạ nam: Pinitjit Sarayudh
  - Ném đĩa nam: Numsomboon Kvanchai
  - Ném búa nam: Phetchaiya Tantipong
  - 10 môn phối hợp nam: Chalon Boonkete
  - 100 m nữ: Sanrat Nongnuch
  - 200 m nữ: Klomdee Orranut
  - Nhảy cao nữ: Chaipech Noeng-Ruthai
  - Nhảy xa nữ: Muangjan Thitima
  - Đẩy tạ nữ: Krasaeyan Juthaporn
  - Ném đĩa nữ: Krasaeyan Juthaporn
- Đua thuyền buồm
  - Thuyền Optimist nữ (U15): Noppakao Poonpat
  - Thuyền Mistral (cân nặng): Ruamsap Phanuthat
- Đua thuyền Canoe và Kayak
  - Kayak đơn nam 500m: Yatra Natthaphon
  - Kayak bốn nam 1.000m: Yatra Natthaphon, Phaophat Piyaphan, Sommit Anusorn, Soisungwan Patipat
- Đua thuyền truyền thống
  - 10 tay chèo 1.000 m nữ

- Đua xe đạp

  - Nội dung đường trường - Nữ xuất phát đồng hàng 116.10 km: Wichana Thatsani
  - Nội dung đường trường - Tính giờ cá nhân 30 km nữ: Nontasin Chanpeng
  - Nội dung lòng chảo - Rượt đuổi đồng đội nam: Pinkaew Pornthep, Somna Thanawat, Theerawanitchanan Suphut, Boonratanathanakorn Thurakit
  - Nội dung lòng chảo - Đua nước rút đồng đội nam: Rittisil Sithichai, Tapimai Pongthep, Chuaikhun Wiwatchai
  - Nội dung lòng chảo - Đua tính điểm nam: Mahawong Prajak
  - Nội dung lòng chảo - Tính giờ 500 m nữ: Maneephan Jutatip
  - Nội dung lòng chảo - Đua nước rút cá nhân nữ: Maneephan Jutatip
  - Nội dung lòng chảo - Đua nước rút đồng đội nữ: Maneephan Jutatip, Boonsawat Sutharat, Lukachorn Wathinee
  - Nội dung địa hình - Đổ đèo nữ: Pradupyard Ausanee
- Golf
  - Đơn nam: Aphibarmrat K
- Judo
  - Nage No Kata: Suksuwan Chanchai, Panjabutra Bodin
  - Bán nhẹ dưới 52 kg nữ: Pongchaliew Om
  - Bán trung dưới 63 kg nữ: Tongseesung Ancharee
  - Bán nặng dưới 78 kg nữ: Pichaipat Patcharee

- Khiêu vũ thể thao

  - Điệu Cha cha cha Nam Mỹ: Thommuangpak Theerawut, Khanitnusorn Phuthinat
  - Điệu Rumba Nam Mỹ: Chaimuti Bandit, Chaimuti Nethathai
  - Điệu Samba Nam Mỹ: Thommuangpak Theerawut, Khanitnusorn Phuthinat
  - Điệu Waltz chuẩn: Racha-apai Pawatpong, Potimu Thitiyapa
  - Điệu Tango chuẩn: Racha-apai Pawatpong, Potimu Thitiyapa
  - Điệu Quickstep chuẩn: Promboon Aphichai, Kuituan Pakaorn
- Khúc côn cầu
  - Đội tuyển nữ
- Pencak Silat
  - Dưới 50 kg nam: Jantaro Niphon
- Quần vợt
  - Đơn nam: Udomchoke Danai
  - Đơn nữ: Luangnam Nudnida
- Quyền Anh
  - Hạng ruồi 50 kg nữ: Kadeewong Hansa

- Taekwondo
  - Trên 84 kg nam: Tuchsabut Nopporn
  - Dưới 55 kg nữ: Wachiramekakun Ladawan
  - Trên 72 kg nữ: Prasopsuk Rapatkorn
- Thể dục dụng cụ
  - Ngựa gỗ nam: Rartchawat Kaewpany
  - Vòng treo nam: Sukdee Thitipong
  - Ngựa tay quai nam: Rartchawat Kaewpany

  - Ngựa gỗ nữ: Khanchai Natthakarn
- Thể dục nhịp điệu
  - Chùy: Sridee Tharatip
  - Dải lụa: Sridee Tharatip
  - Dây: Sridee Tharatip
  - Đồng đội

- Thể hình
  - Dưới 55 kg nam: Pongkam Jiraphan
- Vật
  - Dưới 48 kg nữ: Klahan Sunisa
  - Dưới 51 kg nữ: Thongkam Wilaiwan
  - Dưới 55 kg nữ: Srithanyarat Anchuli
- Wushu
  - Tán thủ dưới 65 kg nam: Saengdaeng Teerapong

### Đồng

- Aerobic
  - Đơn nữ: Phrutichai Suwadee
- Bắn cung
  - 1 dây nữ: Sakulchai Chutinan
  - 1 dây đồng đội nữ: Sakulchai Chutinan, Boonnark Patheera, Suksamorn Sirilak

- Bắn súng

  - Súng ngắn 50 m nam: Sutiviruch Noppadon
  - Súng ngắn hơi bắn nhanh 25 m đồng đội nam: Ruengpanyawut Opas, Sriyaphan Pruet, Kulchairattana Pongpol
  - Súng ngắn ổ quay 25 m đồng đội nam: Panichpatikum Jakkrit, Khamhaeng Kasem, Chotitawan Virath
  - Bắn đĩa bay Trap đôi nam: Khamgasem Athimeth
  - Súng ngắn thể thao 25 m nữ: Butcha Warinya
  - Bắn đĩa bay Skeet nữ: Sut-Arporn Nutchaya
- Bi sắt
  - Đôi nam: Athaphon Kanthapharee, Pharit Thongpriam
- Billiards và Snooker
  - 9 bi đơn nam: Mahitthi Atthasit
  - Snooker đơn nam: Mahitthi Atthasit
  - Billiards Anh đôi nam: Chaithanasakun Praprut, Sujaritthurakarn Thawat
  - 9 bi đơn nữ: Jaisuekul Santhinee

- Bóng bàn
  - Đơn nam: Sanguansin Phuchong
  - Đơn nam: Sanguansin Phakpoom
  - Đơn nữ: Komwong Nanthana
  - Đơn nữ: Muangsuk Anisara

  - Đôi nữ: Komwong Nanthana, Muangsuk Anisara
  - Đôi nam nữ: Komwong Nanthana, Sanguansin Phakpoom
  - Đôi nam nữ: Muangsuk Anisara, Sanguansin Phuchong
- Bóng chuyền
  - Đội tuyển nam
- Bóng gỗ trên cỏ
  - Đôi nữ: Arpa Phonghanyudh, Thonguaan Buranwut
- Bóng mềm
  - Đội tuyển nữ
- Bóng quần
  - Đơn nam: Tangjaitrong Chatchawin
- Bowling
  - Đồng đội 5 thành viên nữ: Aree Gunnalada, Chupinij Husanee, Kunaksorn Saowapha, Lerdcharoentrakul T., Netrviseth Angkana
  - Đôi nam nữ: Netrviseth Angkana, Larpapharat Yannaphon

- Bơi

  - 100 m bơi ếch nam: Matjiur Radomyos
  - 200 m bơi ếch nam: A. Paiwan Worrawuti
  - 4x100 m tự do tiếp sức nam: P. Watana Thany, Kittipute Kunanon, Suksuphak Suriya, Matjiur Radomyos
  - 50 m tự do nữ: P. Muenwai Natnapa
  - 100 m tự do nữ: P. Yosophon Jiratida
  - 400 m tự do nữ: S. Vatana Rutai
  - 200 m 4 kiểu bơi nữ: T. Soonthorn Nimitta
  - 4x100 m 4 kiểu bơi tiếp sức nữ: Saraikarn Phantira, K. Chaiwong Wenika, P. Muenwai Natnapa, J. Krajang Natthanan
- Cầu lông
  - Đơn nam: Ponsana Boonsak
  - Đơn nữ: Chansrisukot Soratja
  - Đồng đội nam: Anugritayawon Songphon, Narkthong Nuttaphon, Ngensrisuk Phattapol, Panvisavas Tesana, Ponsana Boonsak, Prapakamol Sudket, Saengsila Nitipong, Saensomboonsuk Tanongsak, Sapkulchananart Poompat, Vilailak Pakkawat
  - Đồng đội nữ: Aroonkesorn Duanganong, Buranaprasertsuk Porntip, Chansrisukot Soratja, Công chúa Sirivannavari, Meemeak Molthila, Ponsana Salakjit, Thoungthongkam Saralee, Voravichitchaikul Kunchala
  - Đôi nữ: Voravichitchaikul Kunchala, Aroonkesorn Duanganong
- Chèo thuyền
  - Đôi nam 1 mái chèo: Hoihem Yuthana, Trisittinoppakoon Pichet
  - Thuyền nhẹ bốn nam: Hoihem Yuthana, Trisittinoppakoon Pichet, Paothanom Somkid, Kangnok Leam

- Cưỡi ngựa

  - Huấn luyện ngựa cá nhân: Yotviriyapanit Chalermcharn
  - Huấn luyện ngựa đồng đội: Inchat Nuttada, Phromyothi Atchakorn, Kreepkrang Karittipoom, Yotviriyapanit Chalermcharn
  - Vượt chướng ngại vật cá nhân: Bunluewong Pongsiree
- Cử tạ
  - 56 kg nam: Maneetong Pongsak
- Đấu kiếm
  - Kiếm liễu đồng đội nữ: Buravatdeacha Tipsuda, Chantasuvannasin Nunta, Pooriyapan Nanthip, Srisawat Darin
  - Kiếm chém đơn nữ: Starrat Sirawalai
  - Kiếm chém đơn nữ: Starrat Sirawalai, Chuansin Alisa, Dankamon Uraiporn, Samaboot Supanna
- Điền kinh
  - 1500 m nam: Srisung Boonthung
  - 400 m vượt rào nam: Parkum Teeraporn
  - Ném búa nam: Kanju Yongjaros
  - Ném lao nam: Palanupat Nontach
  - 400 m nữ: Harnthong Kunya
  - 100 m vượt rào nữ: Pansoongneun Wallapa
  - Nhảy cao nữ: Boonwan Wanida
  - Đẩy tạ nữ: Warapiang Siwaporn
  - Ném lao nữ: Butsrising Arunya
- Đua thuyền buồm
  - Thuyền buồm Laser quốc tế: Manat Phothong
  - Thuyền buồm Laser Radical: Sai Chimsawat
- Đua thuyền Canoe và Kayak
  - Canoe đơn nam 1.000m: Phaophandee Thammarat
  - Canoe đôi nam 1.000m: Khoawanna Yutthakan, Masurin Rangsan
  - Kayak đơn nam 1.000m: Jaitieng Wichan

- Đua thuyền truyền thống
  - 10 tay chèo 500 m nam
- Đua xe đạp

  - Nội dung lòng chảo - Đua tính điểm nam: Somna Thanawat
  - Nội dung địa hình - Đổ đèo nam: Ketkaewmanee Sitichai
- Judo
  - Bán trung dưới 81 kg nam: Maruethachinda Ronnarong
  - Ju-no Kata: Thaweerattanasinp Pitima, Sawatchai Nisachon
  - Nhẹ dưới 57 kg nữ: Songpradit Wanwisa
- Karate
  - Kata cá nhân nam: Chonlaphan Sanphasit
  - Kata đồng đội nam: Sintunavarat Wutiphol, Lertcherdchupong Pana, Pisamai Decha
  - Dưới 60 kg nam: Saratham Hirannithishatphol
  - Kata đồng đội nữ: Buanak Kalong, Tangkaew Morakot, Lertlob Rattanawadee
  - Tự do nữ: Torrattanawathana Yanisa

- Khiêu vũ thể thao

  - Điệu Jive Nam Mỹ: Thommuangpak Theerawut, Khanitnusorn Phuthinat
  - Điệu Paso Doble Nam Mỹ: Chaimuti Bandit, Chaimuti Nethathai
  - Điệu Tango chuẩn: Promboon Aphichai, Kuituan Pakaorn
  - Điệu Waltz Viên chuẩn: Promboon Aphichai, Kuituan Pakaorn
  - Điệu Quickstep chuẩn: Racha-apai Pawatpong, Potimu Thitiyapa
  - Điệu Slow Foxtrot chuẩn: Racha-apai Pawatpong, Potimu Thitiyapa
- Khúc côn cầu
  - Đội tuyển nam
- Muây Thái
  - Hạng ruồi nhẹ 48 kg nữ: Yuphaphon Khottong
- Nhảy cầu
  - Cầu cứng 10 m đôi nữ: Tommaoros Sukrutai, Putsadee Dangjai

- Pencak Silat
  - Dưới 55 kg nam: Khansakorn Nanthachai
  - Dưới 75 kg nam: Kaenjanbai Prajaksin
  - Dưới 80 kg nam: Kaewphet Saksit
  - Dưới 65 kg nữ: Bangsalad Monruthai
  - Trên 65 kg nữ: Promduang Ratanaporn
  - Tunggal nữ: Aunkasiwet Aangkana
- Polo
  - Đội tuyển nam
- Quần vợt
  - Đơn nữ: Lertcheewakarn Noppawan
  - Đôi nữ: Viratprasert Suchanun, Wannasuk Nungnadda
  - Đôi nam nữ: Ratiwatana Sonchat, Tanasugarn Tamarine
- Taekwondo
  - Dưới 67 kg nam: Thanaroekchai Chanatha
  - Dưới 59 kg nữ: Dongnoi Watcharaporn

- Thể dục dụng cụ
  - Thể dục tự do nam: Suwansa Saran
  - Xà đơn nam: Rartchawat Kaewpany
  - Xà kép nam: Rartchawat Kaewpany
  - Ngựa gỗ nữ: Martin Kanokpron
- Thể hình
  - Dưới 60 kg nam: Sumethowetchakun Somkhit
- Vật
  - Dưới 55 kg nam: Cottham Weerapol
  - Dưới 84 kg nam: Chairat Arthit
  - Dưới 59 kg nữ: Uraipan Kwanta
- Wushu
  - Tán thủ dưới 48 kg nữ: Pradubbut Tukata
  - Tán thủ dưới 60 kg nữ: Kraekhe Ratree
  - Đối luyện đôi nữ: Mayudee/Wiran/Suwan